# Десептикони
Десептикони (Decepticons) су зликовци непријатељи Аутобота у измишљеном универзуму Трансформерс линије играчака и с њима повезаних стрипова и цртаних серија. Најпознатији вођа Десептикона је Мегатрон.

## Цртана серија
Десептикони дугују своје ратничке навике својим претходницима који су били војни роботи, које су створили Квинтесони, ванземаљци са пет лица, док су Аутоботи потомци робота-радника. После побуне која је отерала Квинтесоне са планете Сајбертрон, Десептикони, жељни моћи, су започели грађански рат. Аутоботи нису могли ни да се надају да могу бити равни супериорној ватреној моћи и снази на бојишту Десептикона, и зато су се повукли у потају, развијајући вештину трансформације, прилагођавајући своја тела тако да могу да се претворе у друге облике. Са овим додатним моћима, Аутоботи су успели да победе у сукобу и настао је период мира, познат као Златно доба Сајбертрона, када је било обиље енергије, а планета је сијала златном светлошћу.
Ипак, радећи у тајности, Десептикони су такође развили технологију трансформације заједно са новом способношћу летења када су у роботском облику и под командом једног од првих из нове врсте, Мегатрона, су напали један аутоботски град, убивши тадашњег вођу Аутобота. Овај чин није објављен, и млађи роботи су наставили да идолизују ове нове моћне летеће роботе, све док једног таквог младог робота, Ориона Пакса, није преварио Мегатрон, дозволивши му приступ у постројење за складиштење енергије. Мегатрон је онда показао своје право лице и смртно оштетио Ориона, али је древни Аутобот, Алфа Трајон, преправио Ориона у првог од нове ратничке врсте Аутобота, Оптимуса Прајма. Оптимус Прајм је предводио Аутоботе против Мегатрона и Десептикона у грађанском рату који је избио још једном.
Али до године 2005, Десептикони су успели да у поптпуности освоје Сајбертрон, али је напад Уникрона, повезан са привременим губитком Галватрона (преображеног Мегатрона) у тој години је пореметио њихове снаге, дозволивши Аутоботима да поврате своју родну планету и растерају своје непријатеље. Десептикони су побегли на планету Чар, свет пепела и рушевина, где су се борили да преживе све док им Галватрон није вратио, реорганизујући их и повевши их у борбу да поврате Сајбертрон.

## Списак Десептикона

#### Команданти
- Мегатрон касније преобраћен у Галватрона
- Саундвејв
- Шоквејв
- Скорпонок
- Десарас
- Девил Зед

#### Авиони
- Старскрим
- Скајворп
- Тандеркрекер
- Дирџ
- Ремџет
- Траст

#### Мини-касете
- Рамбл
- Лејсербик
- Ревиџ
- Френзи
- Басов
- Ратбат
- Оверкил
- Слаџфест

#### Инсектикони
- Шрапнел
- Кикбек
- Бомбшел

#### Делукс Инсектикони
- Бараж
- Чоп Шоп
- Рансак
- Веном

#### Конструктикони
- Скрапер
- Бонкрашер
- Хук
- Лонг Хол
- Мискмастер
- Скевенџер
  - Конструктикони заједно чине Девастатора

#### Троструки претварачи
- Астротрејн
- Блицвинг
- Октан

#### Стантикони
- Мототмастер
- Брејкдаун
- Дед Енд
- Драг Стрип
- Вајдрајдер
  - Стантикони заједно чине Менасора

#### Комбатикони
- Онслот
- Бластоф
- Брол
- Свиндл
- Вортекс
- Комбатикони заједно чине Брутикуса

#### Предакони
- Рејзоркло
- Дајвбомб
- Хедстронг
- Ремпеџ
- Тантрум
  - Предакони заједно чине Предакинга

#### Тероркони
- Хан-гр
- Блот
- Катрот
- Риперснапер
- Синертвин
  - Тероркони заједно чине Абоминуса

#### Бетлчарџери
- Ранабоут
- Ранамук

#### Хедмастери
- Вирдвулф
- Мајндвајп
- Скалкранчер
- Ејпфејс
- Снепдрагон

#### Клонови
- Паунс
- Вингспан

#### Таргетмастери
- Мисфајер
- Слаџслингер
- Тригерхепи

#### Шестоструки претварачи
- Сикшот

#### Дуокони
- Бетлтрап
- Флајвилс

#### Остало
- Рефлектор
- Сајклонус
- Скурџ
- Триптикон

### Армада/Енергон
- Мегатрон/Галватрон
- Старскрим
- Сајклонус/Сноукет
- Демолишор
- Вилџек
- Траст
- Тајдалвејв/Мираж
- Шокбласт
- Сикшот
- Уништитељски тим
  - Барикејд
  - Блајт
  - Блекаут
  - Кикбек
  - Стормклауд
    - Уништитељски тим заједно чини Брутикуса Максимуса
- Конструкторски тим
  - Стимхемер
  - Бонкрашер
  - Дастсторм
  - Слиџ
  - Вајдлоад
    - Конструкторски тим заједно чини Конструктикона Максимуса
- Тероркони
  - Бетл Ревиџ
  - Дајвбомб
  - Крулок
  - Инсектикон
  - Команд Ревиџ
  - Дум-лок
- Тандеркрекер
- Скајворп
- Рејпид Ран
- Слаџслингер
- Шарктикон

### Сајбертрон
- Мегатрон/Галватрон
- Старскрим
- Тандеркрекер
- Крамплзон
- Рансак
- Дирт Бос
- Скурџ
- Андермајн
- Бримстоун
- Мадфлеп
- Ранамак
- Басов
- Скрапметал
- Тандербласт
- Брашгард
- Дарк Скорпонок
- Хардтоп
- Свиндл
- Реклус